# Шоркаси (Кримзарайкінське сільське поселення)
Шорка́си (рос. Шоркасы, чув. Шуркасси) — присілок у складі Аліковського району Чувашії, Росія. Входить до складу Кримзарайкінського сільського поселення.
Населення — 102 особи (2010; 130 у 2002).
Національний склад:
- чуваші — 100 %